# 리앤 라 하바스
리앤 라 하바스(Lianne La Havas, 1989년 8월 23일 ~ )는 잉글랜드의 싱어송라이터이다.

## 음반 목록
- Is Your Love Big Enough? (2012)
- Blood (2015)
- Lianne La Havas (2020)